# Amblypharyngodon
Amblypharyngodon es un género de peces de la familia Cyprinidae y del orden de los Cypriniformes, clasificado por Pieter Bleeker en 1860.

## Especies[2]
- Amblypharyngodon atkinsonii (Blyth, 1860)
- Amblypharyngodon chulabhornae Vidthayanon & Kottelat, 1990
- Amblypharyngodon melettinus (Valenciennes, 1844)
- Amblypharyngodon microlepis (Bleeker, 1854)
- Amblypharyngodon mola (F. Hamilton, 1822)
- Amblypharyngodon curacao (Bloch, 1787)